# Theos
 (avril 2023).
La mise en forme du texte ne suit pas les recommandations de Wikipédia : il faut le « wikifier ».
Les points d'amélioration suivants sont les cas les plus fréquents. Le détail des points à revoir est peut-être précisé sur la page de discussion.
- Les titres sont pré-formatés par le logiciel. Ils ne sont ni en capitales, ni en gras.
- Le texte ne doit pas être écrit en capitales (les noms de famille non plus), ni en gras, ni en italique, ni en « petit »…
- Le gras n'est utilisé que pour surligner le titre de l'article dans l'introduction, une seule fois.
- L'italique est rarement utilisé : mots en langue étrangère, titres d'œuvres, noms de bateaux, etc.
- Les citations ne sont pas en italique mais en corps de texte normal. Elles sont entourées par des guillemets français : « et ».
- Les listes à puces sont à éviter, des paragraphes rédigés étant largement préférés. Les tableaux sont à réserver à la présentation de données structurées (résultats, etc.).
- Les appels de note de bas de page (petits chiffres en exposant, introduits par l'outil «  Source ») sont à placer entre la fin de phrase et le point final[comme ça].
- Les liens internes (vers d'autres articles de Wikipédia) sont à choisir avec parcimonie. Créez des liens vers des articles approfondissant le sujet. Les termes génériques sans rapport avec le sujet sont à éviter, ainsi que les répétitions de liens vers un même terme.
- Les liens externes sont à placer uniquement dans une section « Liens externes », à la fin de l'article. Ces liens sont à choisir avec parcimonie suivant les règles définies. Si un lien sert de source à l'article, son insertion dans le texte est à faire par les notes de bas de page.
- La présentation des références doit suivre les conventions bibliographiques. Il est recommandé d'utiliser les modèles {{Ouvrage}}, {{Chapitre}}, {{Article}}, {{Lien web}} et/ou {{Bibliographie}}. Le mode d'édition visuel peut mettre en forme automatiquement les références.
- Insérer une infobox (cadre d'informations à droite) n'est pas obligatoire pour parachever la mise en page.

Pour une aide détaillée, merci de consulter Aide:Wikification.
Si vous pensez que ces points ont été résolus, vous pouvez retirer ce bandeau et améliorer la mise en forme d'un autre article.
Theos (du grec : Θεός, theós, « Dieu ») est un groupe de réflexion britannique chrétien qui s'intéresse à la religion, la politique et la société dans le monde contemporain occidental en général, et au Royaume-Uni en particulier.

## Mission
Theos défend le point de vue que la foi, et le christianisme en particulier, a un impact bénéfique sur la société. L'objectif principal du groupe de réflexion est de publier des recherches qui contribuent à un discours public réfléchi et engageant. Son objectif est d'informer et d'améliorer la compréhension de ceux qui ont un intérêt à façonner le dialogue public. Le groupe de réflexion promeut la recherche en s'engageant dans des discussions, des débats et des conférences sur la religion, la politique et la société, et fournit également des analyses et des commentaires sur l'actualité et la culture populaire pour les grands médias britanniques.

## Histoire
Theos est fondé en novembre 2006 avec le soutien de l'archevêque de Cantorbéry de l'époque, Rowan Williams, et de l'archevêque catholique de Westminster, le cardinal Cormac Murphy-O'Connor. Son premier directeur était Paul Woolley. L'organisation est fondée un mois après la publication du livre de Richard Dawkins Pour en finir avec Dieu, au plus fort du mouvement néo-athéiste au Royaume-Uni, qui avait alors suscité un regain d'intérêt pour le rôle de la religion dans le débat public.
Le groupe de réflexion s'est ouvertement opposé aux tentatives de diminution et de privatisation de la foi au Royaume-Uni, et a soutenu à plusieurs reprises que le christianisme avait joué un rôle déterminant dans la formation de la politique et de la société occidentale. Theos pense que la foi n'est « pas seulement importante pour l'épanouissement humain et le renouvellement de la société, mais que la société ne peut vraiment s'épanouir que si la foi se voit accorder l'espace nécessaire pour ce faire ». S'opposant à l'idée que les politiciens « ne font pas Dieu », comme l'a déclaré Alastair Campbell en 2003, le premier rapport de recherche de Theos s'intitulait « Faire Dieu : un avenir pour la foi dans l'espace public » et est sorti le 1er novembre 2006.
Durant ses premières années, le groupe de réflexion a produit des rapports sur la foi dans des domaines de la vie publique aussi divers que le sport, le multiculturalisme, Noël et la politique. Son projet « Sauver Darwin », qui a coïncidé avec le 200ᵉ anniversaire de la naissance de Charles Darwin, a exploré l'étendue et la nature des croyances évolutives et non-évolutives au Royaume-Uni et leur relation perçue avec le théisme et l'athéisme,.
En 2011, Elizabeth Oldfield devient directrice de Theos, succédant à Paul Woolley. Sous la direction d'Oldfield, Theos cherche à promouvoir des conversations informées et dépolarisées sur la foi dans la société. Theos élargit également son réseau en collaborant avec des personnes de divers domaines, notamment des universitaires, des musiciens, des acteurs et des auteurs. Deux podcasts sont lancés. Les projets de recherche entrepris par Theos durant les années 2010 couvrent un large éventail de domaines, incluant des thèmes tels que la communauté,, le travail et l'innovation sociale. Le rapport de recherche Religious London: Faith in a Global City publié en 2020 a eu un impact particulièrement significatif sur le débat politique britannique,,.
En réponse aux résultats du recensement britannique de 2021, qui a montré que le nombre de chrétiens au Royaume-Uni est tombé en dessous de 50% pour la première fois dans l'histoire du pays, Theos décide de chercher à articuler une vision proactive, plutôt que réactive, de l'épanouissement humain basée sur des siècles de sagesse chrétienne. Chine McDonald, écrivaine (auteure du livre God Is Not a White Man), animatrice (Thought for the Day de BBC Radio 4) et théologienne publique, devient directrice de Theos en janvier 2022, succédant à Elizabeth Oldfield. Depuis, Theos a publié plusieurs rapports de recherche notables, dont A Torn Safety Net: How the Cost of Living Crisis Threatens Its Own Last Line of Defence, produit en partenariat avec le Church Urban Fund, avec une préface conjointe de l'ancien archevêque de Cantorbéry Dr Rowan Williams et l'ancien Premier ministre britannique Gordon Brown.

## Activités
Theos vise à influencer l'opinion publique britannique sur les questions de foi dans la société par le biais de projets de recherche, de publications, d'engagements médiatiques, et d'événements tels que des débats et des conférences. Depuis sa création, Theos n'a jamais été affilié à un parti politique ou à une dénomination chrétienne particulière et a maintenu une position œcuménique. Le groupe de réflexion est attaché aux croyances traditionnelles de la foi chrétienne et s'inspire de la pensée sociale et politique d'un large éventail de traditions théologiques. Theos a son siège au Royaume-Uni à Westminster, Londres.
Theos est un projet de la British and Foreign Bible Society, qui fournit un financement de base au groupe de réflextion. Theos ne reçoit aucun financement du gouvernement britannique, d'entreprises ou de confessions religieuses. Theos s'appuie sur des dons réguliers de particuliers et ses recherches sont souvent financées par des trusts caritatifs et des bourses de recherche. La conférence annuelle de Theos est actuellement parrainée par CCLA.
Theos opère des collaborations dans les médias : le chercheur Nick Spencer a animé une série de la BBC Radio 4 intitulée The Secret History of Science and Religion (L'histoire secrète de la science et de la religion), et la réalisatrice d'animation Emily Downe a réalisé plusieurs animations courtes pour Theos,.
Theos produit deux podcasts :
- The Sacred : lancé en 2017 et animé par Elizabeth Oldfield, le podcast explore les principes ou les valeurs profondes des invités, ce qu'ils tiennent de plus sacré au sens le plus large[25].
- Reading Our Times : animé par Nick Spencer, le podcast invite des auteurs anglophones célèbres et vise à explorer les idées qui façonnent la société contemporaine. Le podcast s'intéresse notamment à la méritocratie, la justice, le populisme, les droits de l'homme, le cerveau, le libéralisme et la religion.

## Critique
Dans son livre The God Argument : The Case Against Religion and for Humanism publié en 2013, le philosophe et auteur britannique Anthony Grayling consacre un chapitre entier à la critique de Theos, affirmant que l'organisation est conservatrice et la critiquant pour ce qu'il considère comme un manque de transparence dans son financement. La critique de Grayling à l'égard de Theos s'insère dans son argument général en faveur de la séparation de la religion et de l'État que Theos oppose, et de sa promotion de l'humanisme séculier en tant que vision alternative et plus progressive du monde.

## Conférences annuelles
Theos organise des conférences annuelles à Londres avec des personnalités publiques britanniques renommées depuis sa troisième année d'existence.
| Conférencier               | Sujet                                                                                             | Date et lieu                          |
| -------------------------- | ------------------------------------------------------------------------------------------------- | ------------------------------------- |
| Tom Holland                | L'humanisme : une hérésie chrétienne                                                              | 23/11/2022 au Conway Hall             |
| Dr Willie Jennings         | Réinventer l'éducation occidentale en temps de crise raciale                                      | 10/11/2021 en ligne                   |
| Michael Sandel             | La tyrannie du mérite                                                                             | 08/09/2020 en ligne                   |
| Sally Phillips             | Dignité humaine, vies différentes et illusions de choix                                           | 29/11/2019 à King's Place             |
| Michael Gove               | Quand y aura-t-il une moisson pour le monde ?                                                     | 22/11/2018 au Institute of Directors  |
| Tim Farron                 | Quel type de société libérale voulons-nous ?                                                      | 28/11/2017 à la Law Society           |
| Terry Eagleton             | La mort de Dieu et la guerre contre le terrorisme                                                 | 05/10/2016 à One Birdcage Walk        |
| Onora O'Neill              | Liberté de religion et liberté d'expression                                                       | 19/10/2015 au Inner Temple            |
| Will Hutton                | À quel point nous pourrions être bons : la moralité, l'économie et l'avenir de la Grande-Bretagne | 24/11/2014 à la Stationers Hall       |
| Rowan Williams             | La personne et l'individu : dignité humaine, relations humaines et limites humaines               | 10/01/2012 à Westminster Central Hall |
| Le Général Richard Dannatt | La bataille des cœurs et des esprits : la moralité et la guerre aujourd'hui                       | 11/08/2011 à One Birdcage Walk        |
| Ian Blair                  | La religion et l'ordre public                                                                     | 16/11/2010 à One Birdcage Walk        |
| Jonathan Sacks             | La religion en Grande-Bretagne au XXIe siècle                                                     | 04/11/2009 au Lewis Media Center      |
| Mark Thompson              | La foi, la morale et les médias                                                                   | 14/10/2008 au Lewis Media Center      |

## Publications

### Livres
| Auteur               | Année | Titre | Lien   |
| -------------------- | ----- | --- | ------ |
| Nicholas Spencer     | 2023  | Magisteria: The Entangled Histories of Science and Religion | [ 27 ] |
| Madeleine Pennington | 2021  | Quakers, Christ and the Enlightenment | [ 28 ] |
| Chine McDonald       | 2021  | God Is Not a White Man: And Other Revelations | [ 19 ] |
| Simon Perfect        | 2021  | Freedom of Speech in Universities: Islam, Charities and Counter–terrorism                                                                                         | [ 29 ] |
| Nathan Mladin        | 2021  | “The question of surveillance capitalism” in The Robot Will See You Now: Artificial Intelligence and the Christian Faith, eds. John Wyatt and Stephen N. Williams | [ 30 ] |
| Ben Ryan             | 2019  | How the West was Lost: The Decline of a Myth and the Search for New Stories                                                                                       | [ 31 ] |
| Madeleine Pennington | 2019  | The Christian Quaker: George Keith and the Keithian Controversy                                                                                                   | [ 32 ] |
| Ben Ryan             | 2018  | Fortress Britain? Ethical approaches to immigration policy for a post-Brexit Britain                                                                              | [ 33 ] |
| L'équipe Theos       | 2017  | The Mighty and the Almighty: How Political Leaders Do God, ed. Nick Spencer                                                                                       | [ 34 ] |
| Nick Spencer         | 2017  | The Political Samaritan: How Power Hijacked a Parable | [ 35 ] |
| Nick Spencer         | 2016  | The Evolution of the West: How Christianity Shaped Our Values | [ 2 ]  |
| Nick Spencer         | 2014  | Atheists: The Origin of the Species | [ 36 ] |
| Nick Spencer         | 2009  | Darwin and God | [ 11 ] |

### Rapports de recherche
| Title du rapport                                                                                             | Auteur(s)                                                    | Année |
| --- | ------------------------------------------------------------ | ----- |
| Ashes to Ashes: Beliefs, Trends, and Practices in Dying, Death, and the Afterlife                            | Marianne Rozario and Lia Shimada                             | 2023  |
| Data and Dignity: Why Privacy Matters in the Digital Age                                                     | Nathan Mladin                                                | 2023  |
| “Beauty is truth”: What’s beauty got to do with science?                                                     | Nick Spencer                                                 | 2023  |
| Science and religion: does gender matter?                                                                    | Hannah Waite                                                 | 2022  |
| The Nones: Who are they and what do they believe?                                                            | Hannah Waite                                                 | 2022  |
| A Torn Safety Net: How the cost of living crisis threatens its own last line of defence                      | Hannah Rich                                                  | 2022  |
| Briefing Paper: The promise of scientific immortality – who wants to live forever?                           | Hannah Waite and Nick Spencer                                | 2022  |
| Reflections on COP26: What Does Theology Have to Offer the Conversation Around the Climate Crisis?           | Madeleine Pennington                                         | 2022  |
| Briefing Paper: Spiritual Silicon – could robots one day have souls?                                         | Hannah Waite and Nick Spencer                                | 2022  |
| ‘Science and Religion’: Moving away from the shallow end                                                     | Nick Spencer                                                 | 2022  |
| Valuing Women: Making women visible                                                                          | Kathryn Hodges                                               | 2022  |
| Beyond Left and Right: Finding Consensus on Economic Inequality                                              | Hannah Rich                                                  | 2021  |
| Just Work: Humanising the Labour Market in a Changing World                                                  | Paul Bickley                                                 | 2021  |
| Relationships, Presence and Hope: University Chaplaincy during the COVID–19 Pandemic                         | Simon Perfect                                                | 2021  |
| The Church and Social Cohesion: Connecting Communities and Serving People                                    | Madeleine Pennington                                         | 2020  |
| Nurturing social cohesion: how–to guides for churches and policymakers                                       | Madeleine Pennington                                         | 2020  |
| Growing Good; Growth, Social Action and Discipleship in the Church of England                                | Hannah Rich                                                  | 2020  |
| Worldviews in Religious Education                                                                            | Trevor Cooling                                               | 2020  |
| Cohesive Societies: Faith and Belief                                                                         | Madeleine Pennington                                         | 2020  |
| Bridging the Gap: Economic Inequality and Church Responses in the UK                                         | Simon Perfect                                                | 2020  |
| Religious London: Faith in a Global City                                                                     | Paul Bickley and Nathan Mladin                               | 2020  |
| Growing Good: Growth, Social Action and Discipleship in the Church of England                                | Hannah Rich and Church Urban Fund                            | 2020  |
| Science and Religion: the perils of misperception                                                            | Nick Spencer                                                 | 2019  |
| Forgive Us Our Debts: lending and borrowing as if relationships matter                                       | Nathan Mladin and Barbara Ridpath                            | 2019  |
| Faith and Belief on Campus: Division and Cohesion                                                            | Simon Perfect, Kristin Aune and Ben Ryan                     | 2019  |
| Al Manaar Muslim Cultural Heritage Centre, Grenfell, and mosques in Britain today                            | Amy Plender                                                  | 2019  |
| The Future of Religious Education: Debating Reform                                                           | Simon Perfect                                                | 2018  |
| People, Place, and Purpose: Churches and Neighbourhood Resilience in the North East                          | Paul Bickley                                                 | 2018  |
| Killing in the Name of God: Addressing Religiously Inspired Violence                                         | Robin Gill                                                   | 2018  |
| Dignity at the end of life: What's Beneath the Assisted Dying Debate?                                        | Andrew Grey                                                  | 2018  |
| After Grenfell: The Faith Groups' Response                                                                   | Amy Plender                                                  | 2018  |
| That they all may be one: Insights into Churches Together in England and contemporary ecumenism              | Nathan Mladin, Rachel Fidler and Ben Ryan                    | 2017  |
| Religion in Public Life: Levelling the Ground                                                                | Grace Davie                                                  | 2017  |
| Mapping Chaplaincy in Norfolk                                                                                | Theos Team                                                   | 2017  |
| Mapping Chaplaincy in Cornwall                                                                               | Theos Team                                                   | 2017  |
| Doing Good Better: The Case for Faith-Based Social Innovation                                                | Paul Bickley                                                 | 2017  |
| Christianity and Mental Health: Theology, Activities, Potential                                              | Ben Ryan                                                     | 2017  |
| Action of Churches Together in Scotland: A Review                                                            | Amy Plender and Nathan Mladin                                | 2017  |
| Religion and Well-being: Assessing the Evidence                                                              | Nick Spencer, Clare Purtill, Gillian Madden and Joseph Ewing | 2016  |
| Passing on Faith                                                                                             | Olwyn Mark                                                   | 2016  |
| Keeping the Faith: A Guide for Faith–Based Organisations                                                     | Theos Team and Centre for Community and Theology             | 2016  |
| Christian Funders and Grant Making: An Analysis                                                              | Ben Ryan                                                     | 2016  |
| Doing Good: A Future for Christianity in the 21st Century                                                    | Nick Spencer                                                 | 2016  |
| Catholic Social Thought and Catholic Charities in Britain Today: Need and Opportunity                        | Ben Ryan                                                     | 2016  |
| A soul for the union                                                                                         | Ben Ryan                                                     | 2016  |
| Who Wants a Christian Coronation?                                                                            | Nick Spencer                                                 | 2015  |
| The Problem of Proselytism                                                                                   | Paul Bickley                                                 | 2015  |
| The Church and the Charter: Christianity and the forgotten roots of the Magna Carta                          | Thomas Andrew                                                | 2015  |
| A Very Modern Ministry: Chaplaincy in the UK                                                                 | Ben Ryan                                                     | 2015  |
| “Speaking Up”: Defending and Delivering Access to Justice Today                                              | Andrew Caplen and David McIlroy                              | 2015  |
| The State of Play                                                                                            | Paul Bickley                                                 | 2014  |
| The Future of Welfare: A Theos Collection                                                                    | Edited by Nick Spencer                                       | 2014  |
| Voting and Values in Britain: Does Religion Count?                                                           | Ben Clements and Nick Spencer                                | 2014  |
| The Case for Christian Humanism: Why Christians should believe in humanism, and humanists in Christianity    | Angus Ritchie and Nick Spencer                               | 2014  |
| Just Money: How Catholic Social Teaching can Redeem Capitalism                                               | Clifford Longley                                             | 2014  |
| How to Think about Religious Freedom                                                                         | Nick Spencer                                                 | 2014  |
| Good neighbours: How Churches Help Communities Flourish                                                      | Paul Bickley and Church Urban Fund                           | 2014  |
| The Spirit of Things Unseen: Belief in post–religious Britain                                                | The Theos Team                                               | 2013  |
| More than an educated guess: Assessing the evidence on faith schools                                         | Elizabeth Oldfield, Liane Hartnett and Emma Bailey           | 2013  |
| Making multiculturalism work: Enabling practical action across deep difference                               | David Barclay                                                | 2013  |
| Is there a Religious Right emerging in the UK?                                                               | Andy Walton                                                  | 2013  |
| Spiritual Capital: The Present and Future of English Cathedrals                                              | Nick Spencer and Paul Bickley                                | 2012  |
| Post-religious Britain: The Faith of the Faithless                                                           | Nick Spencer and Holly Weldin                                | 2012  |
| From goodness to God: Why religion makes sense of our moral commitments                                      | Angus Ritchie                                                | 2012  |
| Give us our Ball Back: Reclaiming Sport for the Common Good                                                  | Paul Bickley and Sam Tomlin                                  | 2012  |
| The Politics of Christmas                                                                                    | Stephen R Holmes                                             | 2011  |
| Multiculturalism: a Christian Retrieval                                                                      | Jonathan Chaplin                                             | 2011  |
| Turbulent Priests? The Archbishop of Canterbury in contemporary English politics                             | Daniel Gover                                                 | 2011  |
| Counting on reform: Understanding the AV referendum                                                          | Paul Bickley and Iona Mylek                                  | 2011  |
| Doing God in Education                                                                                       | Trevor Cooling                                               | 2010  |
| Free to Believe? Religious Freedom in a Liberal Society                                                      | Roger Trigg                                                  | 2010  |
| Doubting Darwin: Creationism and evolution scepticism in Britain today                                       | Robin Pharoah, Tamara Hale and Becky Rowe                    | 2009  |
| Mapping the field: A review of the current research evidence on the impact of schools with a Christian ethos | Dr Elizabeth Green                                           | 2009  |
| Discussing Darwin: An extended interview with Mary Midgley                                                   | Theos Team                                                   | 2009  |
| The National Lottery: Is it Progressive?                                                                     | Paul Bickley                                                 | 2009  |
| Religion and Identity: Divided loyalties?                                                                    | Sean Oliver-Dee                                              | 2009  |
| Faith and Darwin: Harmony, Conflict, or Confusion?                                                           | Caroline Lawes                                               | 2009  |
| Rescuing Darwin: God and evolution in Britain today                                                          | Nick Spencer and Denis Alexander                             | 2009  |
| Talking God: The Legitimacy of Religious Public Reasoning                                                    | Jonathan Chaplin                                             | 2008  |
| Neither Private nor Privileged: The Role of Christianity in Britain Today                                    | Nick Spencer                                                 | 2008  |
| Red, White, Blue… and Brown: Citizens, Patriots and the Prime Minister                                       | Stephen Backhouse                                            | 2007  |
| Coming off the bench: The past, present and future of religious representation in the House of Lords         | Andrew Partington and Paul Bickley                           | 2007  |
| "Doing God": A Future for Faith in the Public Square                                                         | Nick Spencer                                                 | 2006  |